# 동계고등학교
동계고등학교(東溪高等學校)는 대한민국 전북특별자치도 순창군 동계면 관전리에 있는 공립 고등학교이다.

## 학교 연혁
- 1967년 11월 27일 : 동계중학교 인가
- 1983년 11월 21일 : 동계고등학교 인가
- 1984년 3월 6일 : 동계고등학교 개교
- 1999년 9월 1일 : 동계중ㆍ고등학교 통합 (중학교 3학급, 고등학교 9학급)
- 2021년 3월 2일 : 제13대 오영석 교장 부임
- 2023년 1월 4일 : 동계중학교(제53회) 졸업식 (중학교 총 졸업생 5,534명)
- 2023년 1월 4일 : 동계고등학교(제37회) 졸업식 (고등학교 총 졸업생 2,283명)

## 참고 자료
- 동계고등학교 - 한국교육학술정보원 학교알리미